# Birieux

Birieux este o comună în departamentul Ain din estul Franței.